# Fragatas Tipo 31
As fragatas Type 31, também conhecidas como Classe Inspiration e anteriormente denominada Tiype 31e ou Fragata de Propósito Geral (GPF), é uma classe de fragatas composta por cinco navios, construídaos para a Marinha Real Britânica. Variantes deste modelo também estão sendo construídas para as marinhas da Indonésia e da Polônia. Prevista para entrar em serviço durante a década de 2020, elas serão integradas à frota junto com as oito fragatas Type 26, especializadas em guerra antissubmarino, e substituirá as cinco fragatas Type 23 atualmente empregadas em missões de uso geral.
O programa da Type 31 faz parte da "Estratégia Nacional de Construção Naval" do governo britânico. As embarcações estão sendo construídas pela Babcock International, com base no projeto do casco da fragata dinamarquesa Iver Huitfeldt, desenvolvido pela Odense Maritime Technology (OMT). O modelo é comercializado sob o nome Arrowhead 140.
Em setembro de 2021, o projeto foi adquirido pela Indonésia, que encomendou duas fragatas sob o nome Fregat Merah Putih ("Fragata Vermelha e Branca"). Posteriormente, em março de 2022, a Polônia também adotou o projeto para suas três fragatas da classe Wicher.

## Desenvolvimento
A Revisão Estratégica de Defesa e Segurança (SDSR) de 2010 autorizou o programa Global Combat Ship (GCS), que substituiria as treze fragatas Type 23 da Marinha Real. No início daquele ano, a BAE Systems recebeu um contrato de quatro anos, no valor de £127 milhões, do Ministério da Defesa para desenvolver a nova classe. Estava previsto que seriam construídas duas variantes dessa classe: cinco fragatas de uso geral e oito fragatas especializadas em guerra antissubmarino. As principais diferenças entre as duas versões se resumiriam à instalação do sistema Sonar 2087. As expectativas iniciais indicavam que a construção começaria em 2016, com os navios substituindo gradualmente as fragatas Type 23 até meados da década de 2030. No entanto, a Revisão de Defesa de 2015 decidiu que apenas as oito fragatas de guerra antissubmarino Type 26 seriam encomendadas, enquanto cinco fragatas de uso geral, com um projeto completamente diferente, também seriam construídas para garantir que a Marinha Real mantivesse pelo menos 13 fragatas em serviço.

## Exportação

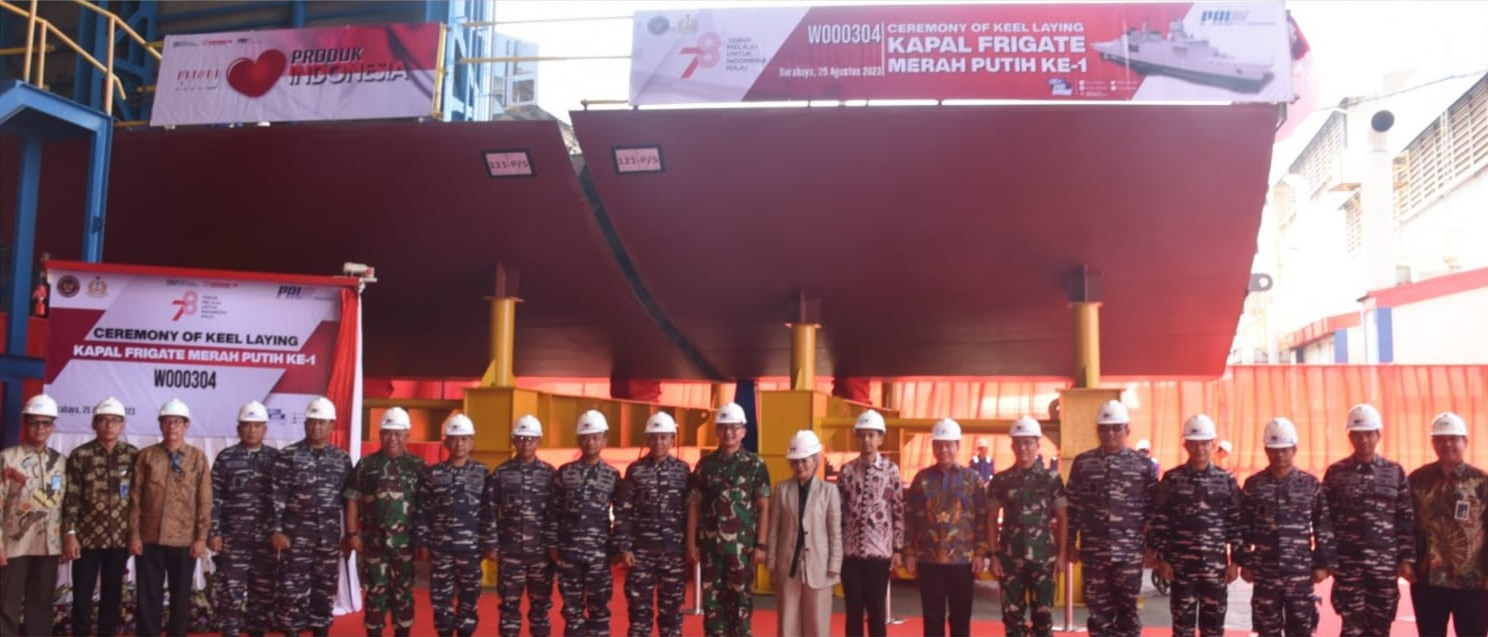
Batimento de quilha da primeira fragata da Indonésia em 25 de agosto de 2023

### Indonésia
Em 16 de setembro de 2021, a Babcock anunciou a assinatura de um acordo com a empresa PT PAL Indonesia, permitindo o projeto de dois navios derivados do AH140 para a Marinha da Indonésia. A classe é conhecida localmente como Fregat Merah Putih ("Fragata Vermelha e Branca"). O corte de aço da primeira fragata ocorreu em 9 de dezembro de 2022.

### Polônia
Em 4 de março de 2022, a Babcock anunciou que havia vencido a concorrência para fornecer fragatas à Marinha da Polônia. A  agência Polonesa de Armamentos selecionou o modelo AH140 da Babcock entre três propostas de plataforma apresentadas pelo consórcio PGZ-Miecznik (sendo miecznik a palavra polonesa para "peixe-espada"). Em agosto de 2023, teve início, no estaleiro PGZ Stocznia Wojenna, a construção da primeira de três fragatas do Projeto 106.

### Possíveis
Diante de sugestões de que a Marinha Real Australiana (RAN) poderia adotar uma frota de superfície em dois níveis — combinando os destróieres da classe Hobart e as fragatas da classe Hunter com uma classe menor, menos capaz, mas mais econômica —, a Babcock Australasia teria oferecido o Arrowhead 140 como uma possível solução. No entanto, o AH140 acabou não sendo selecionado após o anúncio oficial do projeto pelo governo australiano.
Em outubro de 2023, a Babcock iniciou formalmente sua campanha para fornecer navios à Marinha Real da Nova Zelândia (RNZN), ao mesmo tempo em que começou a buscar parcerias com pequenas e médias empresas (PMEs) sediadas na Nova Zelândia para estabelecer uma cadeia de suprimentos local.

## Navios
Os cinco navios da Marinha Real serão conhecidos como "classe Inspiration". Em maio de 2021, os nomes dos cinco navios Type 31 foram anunciados pelo Primeiro Lorde do Mar; estes foram selecionados para representar temas-chave dos planos futuros da Marinha Real e dos Fuzileiros Navais Reais:
- HMS Active (F08), nomeado em homenagem à fragata Type 21 que serviu na Guerra das Malvinas e em apoio aos Territórios Ultramarinos da Grã-Bretanha, simbolizando o avanço do destacamento de navios no exterior.
- HMS Bulldog (F09), nomeado em homenagem ao contratorpedeiro classe B HMS Bulldog da Segunda Guerra Mundial, que escoltava comboios de navios no Atlântico, foi escolhido para representar as operações no Atlântico Norte. O HMS Bulldog capturou o submarino alemão U-110 e sua máquina ultrassecreta Enigma.
- HMS Formidable (F11), nome dado em homenagem ao porta-aviões HMS Formidable da Segunda Guerra Mundial, representa as operações de porta-aviões. O HMS Formidable participou da guerra no Mediterrâneo, Atlântico e Pacífico.
- HMS Venturer  (F12) nomeado em homenagem ao submarino HMS Venturer da Segunda Guerra Mundial, que enquanto estava submerso, destruiu um submarino inimigo, simbolizando tecnologia e inovação.
- HMS Campbeltown (F10), nomeado em homenagem ao HMS Campbeltown, que esteve envolvido no ousado ataque a St Nazaire, foi escolhido para simbolizar a Futura Força de Comando.[33]

| Nome                 | Nº de flâmula | Construtor                                                 | Encomendado            | Deitado                | Lançado             | Comissionado                                  | Status                                                        |
| Marinha Real         | Marinha Real  | Marinha Real                                               | Marinha Real           | Marinha Real           | Marinha Real        | Marinha Real                                  | Marinha Real                                                  |
| -------------------- | ------------- | ---------------------------------------------------------- | ---------------------- | ---------------------- | ------------------- | --------------------------------------------- | ------------------------------------------------------------- |
| Venturer             | F12           | Babcock International, Rosyth                              | 15 de novembro de 2019 | 26 de abril de 2022    | 14 de junho de 2025 | Projetada para o final de 2026/início de 2027 | Em construção; primeiro corte de aço 23 de setembro de 2021   |
| Active               | F08           | Babcock International, Rosyth                              | 15 de novembro de 2019 | 16 de setembro de 2023 |                     |                                               | Em construção; primeiro corte de aço em 24 de janeiro de 2023 |
| Formidable           | F11           | Babcock International, Rosyth                              | 15 de novembro de 2019 |                        |                     |                                               | Em construção; primeiro corte de aço em 9 de outubro de 2024  |
| Bulldog              | F09           | Babcock International, Rosyth                              | 15 de novembro de 2019 |                        |                     |                                               | Anunciado                                                     |
| Campbelltown         | F10           | Babcock International, Rosyth                              | 15 de novembro de 2019 |                        |                     |                                               | Anunciado                                                     |
| Marinha da Indonésia |               |                                                            |                        |                        |                     |                                               |                                                               |
| A confirmar          |               | PAL Indonésia, Surabaya Babcock International, Rosyth      | 16 de setembro de 2021 | 25 de agosto de 2023   | Junho de 2025       | Projeção 2028/2029                            | Em construção; primeiro corte de aço em 9 de dezembro de 2022 |
| A confirmar          |               | PAL Indonésia, Surabaya Babcock International, Rosyth      | 16 de setembro de 2021 | 15 de novembro de 2024 |                     | Projeção 2028/2029                            | Em construção; primeiro corte de aço em 5 de junho de 2024    |
| Marinha polonesa     |               |                                                            |                        |                        |                     |                                               |                                                               |
| Wicher (Gale)        |               | PGZ Stocznia Wojenna, Gdynia Babcock International, Rosyth | 4 de março de 2022     | 31 de janeiro de 2024  |                     |                                               | Em construção; primeiro corte de aço em 16 de agosto de 2023  |
| Burza (Storm)        |               | PGZ Stocznia Wojenna, Gdynia Babcock International, Rosyth | 4 de março de 2022     |                        |                     |                                               | Em construção; primeiro corte de aço em 9 de maio de 2025     |
| Huragan (Hurricane)  |               | PGZ Stocznia Wojenna, Gdynia Babcock International, Rosyth | 4 de março de 2022     |                        |                     |                                               | Anunciado                                                     |